# Budapest kerékpáros közlekedése

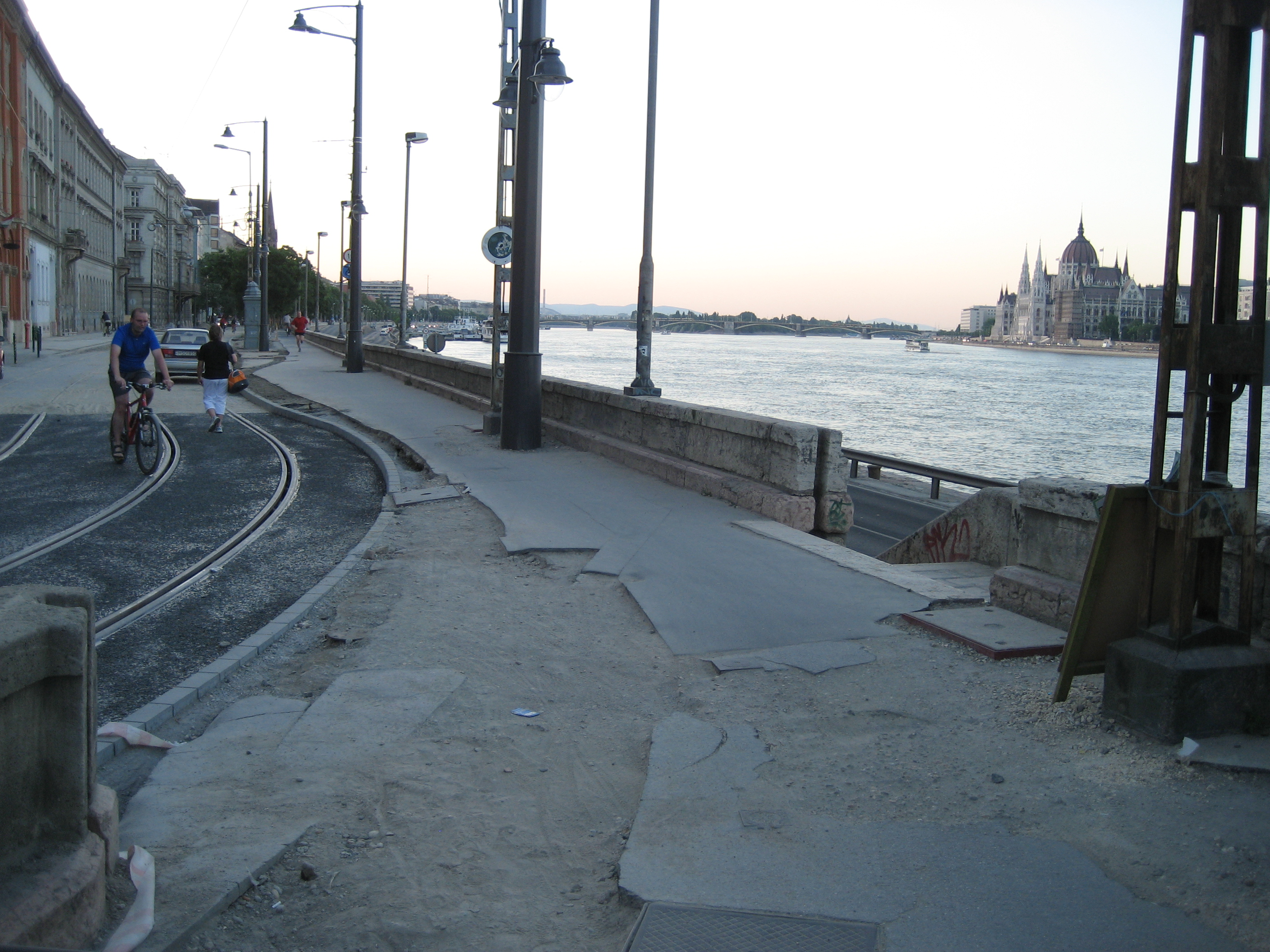
A budai rakparti kerékpárút egyik legproblémásabb szakasza a Lánchíd közelében, a rakparti villamosvonal felújítása alatt

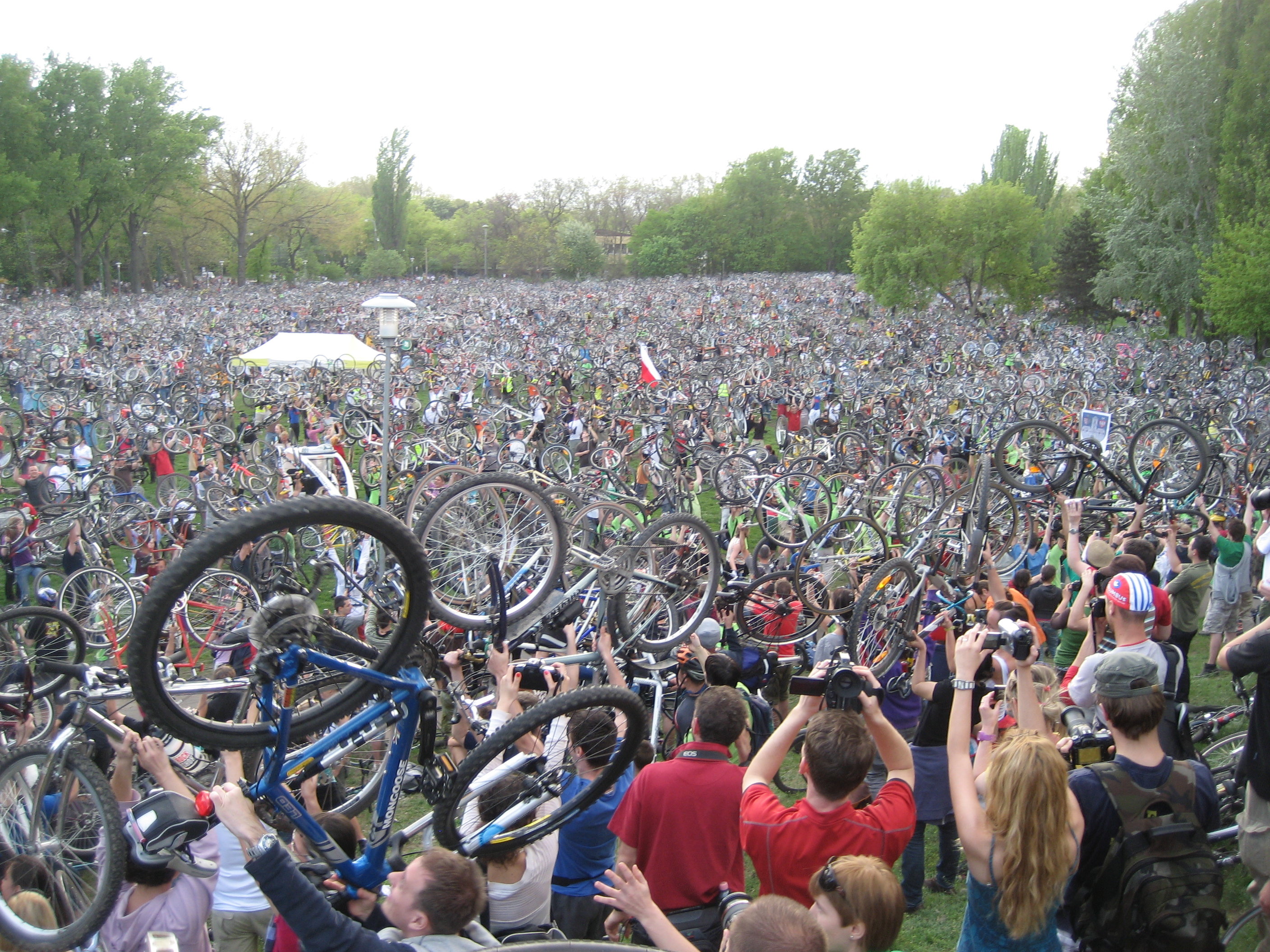
A 2009. áprilisi Critical Mass a Városligetben

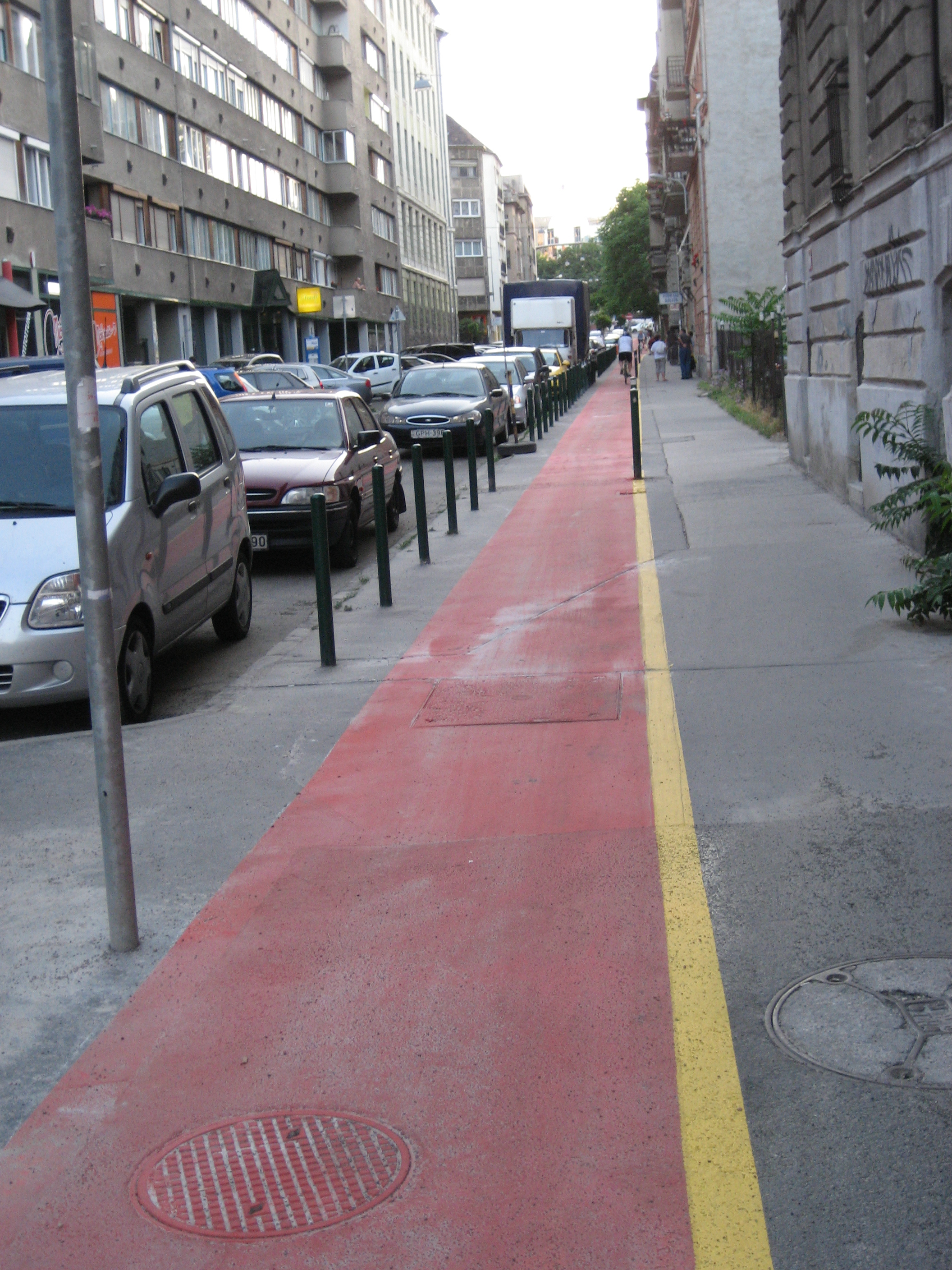
Járdából leválasztott, piros festésű kerékpárút a Varsányi Irén utcában

Budapest kerékpáros közlekedése a kedvezőtlen infrastrukturális helyzet ellenére jelentős fejlődésen ment keresztül az elmúlt években.[mikor?] Becslések szerint egy átlagos hétköznapon 1-2% között van a kerékpáros forgalom aránya; a kerékpárhasználat az utóbbi években – főleg a belvárosban – jelentősen megnőtt. A The Copenhagenzie Index – Bycicle-Friendly Cities 2011 felmérésen a város a 10. legjobb pontszámot kapta, elsősorban a kerékpározás népszerűsítésének köszönhetően.

## Történelem
Az 1937-ben átadott Horthy Miklós híd (ma Petőfi híd) mindkét oldalán a kocsiúttól és a járdától is szintben elválasztott kerékpárút vezetett. Többek között az Árpád hídon és a Kerepesi úton is létesítettek kerékpárutakat, ám ezeket később megszüntették vagy használhatatlanná váltak. 1988-ban mindössze 12 km kijelölt kerékpáros útvonal volt a városban. A rendszerváltás óta évente átlagosan 8-9 kilométerrel bővült a kijelölt útvonalak hossza, ezen belül átlagosan 3 km épült kifejezetten a kerékpározás céljaira.

## Infrastruktúra

### Kerékpáros főhálózat
A fővárosban 187 km kijelölt kerékpáros útvonal található, ebből 43 km kis forgalmú úttesten kijelölt útvonal, 8 km kerékpársáv, 64 km önálló kerékpárút, 49 km osztott gyalog- és kerékpárút, valamint 23 km osztatlan gyalog- és kerékpárút. A kerékpárutak használhatósága számos kívánnivalót hagy maga után. Alapvető probléma, hogy sokhelyütt ez a járdából sárga festékcsíkkal leválasztott útvonalat jelent, ami balesetveszélyes, és konfliktusokat generál a kerékpárosok és a gyalogosok között. A Kerékagy szakblog szerzője szerint a 2009 őszén átadott Thököly úti kerékpársáv a második megfelelő kialakítású kerékpáros útvonal a városban (az Alkotmány utcai sávok után).
A városon áthalad az EuroVelo nemzetközi kerékpárút-hálózat 6. számú útvonala. A teljes 4500 km-es útvonalon a budai felső rakparti szakasz kialakítása a legrosszabb, mivel számos gyalogos-kerékpáros konfliktuspontot rejt a szűk járdára vezetett kerékpárút.

### Tárolók
2010 júniusában adták át a város első B+R kerékpártárolóit: a hat vasútállomáson (Rákoskert, Rákoshegy, Rákoscsaba, Rákoscsaba-Újtelep, Budafok-Belváros, Budafok-Háros) létesített fedett tárolók összesen 120 férőhelyet biztosítanak.

### Kölcsönzés
A városban jelenleg működik kerékpármegosztó rendszer. A város uniós támogatásból valósította meg egy 75 dokkolóállomásból és mintegy 1000 kerékpárból álló rendszer beindítását, amely a pesti belváros Nagykörút – Városliget – Újpesti rakpart közötti területeit és a budai oldalon a Széna tér – Margit körút – Duna-part és a Pázmány Péter sétány által határolt területet, összesen 12,75 km²-es területet fed le. A dokkolók helyét már kijelölték, a tulajdonosi hozzájárulást 2010 júniusában adták meg az érintett önkormányzatok. A rendszer kiépítése után eredetileg 2011. július 1-jére tervezték a hálózat üzembe helyezését, amely egy névpályázat eredményeképpen a BuBi nevet kapta.
Vitézy Dávid 2011 júliusában úgy nyilatkozott, hogy a rendszer átadása 2013-ra várható, egyelőre ezer kerékpárt kihelyezve 74 belvárosi dokkolóállomásra, majd a sikerek függvényében akár 20-30 ezres bővítés is elképzelhető. 2012 áprilisában a dokkolóállomások helyét is közzétették.

## Kerékpáros közlekedési szokások
A kerékpáros közlekedés részarányáról nem állnak rendelkezésre megbízható adatok. Becslések és helyi mérések szerint egy átlagos hétköznapon 1-2% között van a kerékpáros forgalom aránya; a kerékpárhasználat az utóbbi években – főleg a belvárosban – jelentősen megnőtt. A forgalom erősen, de csökkenő mértékben függ az évszaktól és az időjárástól. A főszezonban a forgalmasabb helyeken naponta több mint 1000 kerékpáros halad át. A forgalom 1999 és 2007 között a kétszeresére nőtt.
Előrelépést jelentett, hogy 2010 júliusában átadták az első folyamatos automata kerékpáros forgalomszámláló berendezést a Múzeum körúton. A számláló adatai szerint 2010 augusztusa és 2011 augusztusa között a napi átlagos forgalom munkanapokon 1012-ről 1572-re (+55%), pihenőnapokon 463-ról 690-re (+49%) nőtt.

## Kerékpáros kultúra
Nemzetközi szinten is ismert a budapesti Critical Mass, melynek célja a mindennapos kerékpározás népszerűsítése és a városvezetés figyelmének felhívása a közlekedési rendszer elmaradott állapotára.

## további információk
- Budapest kerékpáros térképe 2019 Archiválva 2020. szeptember 21-i dátummal a Wayback Machine-ben (magyar, angol, német)
- A városi kerékpározás kultúrtörténete, Múlt-Kor (magyar)
- Milyen ösvényeken járnak a budapesti bringások? (Kerékagy, 2011. június 30.), Budapest Cycle Track Archiválva 2011. július 4-i dátummal a Wayback Machine-ben
- Magyar Kerékpárosklub (magyar)
- Critical Mass (magyar, angol)
- Forgalomszámlálási adatok, Magyar Kerékpárosklub (magyar)
- BuBi anyagok a Parking Kft. honlapján
- BuBi anyagok a BKK honlapján